# Castilfalé
Castilfalé é um município da Espanha na província de León, comunidade autónoma de Castela e Leão, de área 25,96 km² com população de 86 habitantes (2004) e densidade populacional de 3,51 hab/km².

## Demografia
| Variação demográfica do município entre 1991 e 2004 | Variação demográfica do município entre 1991 e 2004 | Variação demográfica do município entre 1991 e 2004 | Variação demográfica do município entre 1991 e 2004 |
| --------------------------------------------------- | --------------------------------------------------- | --------------------------------------------------- | --------------------------------------------------- |
| 1991                                                | 1996                                                | 2001                                                | 2004                                                |
| 132                                                 | 107                                                 | 95                                                  | 91                                                  |